# Arvada
Arvada är en stad i Jefferson County i delstaten Colorado, USA med 104 820 invånare (2006).